# Іл-Рівер 3
Іл-Рівер 3 (англ. Eel River 3) — індіанська резервація в Канаді, у провінції Нью-Брансвік, у межах графства Рестігуш.

## Населення
За даними перепису 2016 року, індіанська резервація нараховувала 329 осіб, показавши зростання на 2,8%, порівняно з 2011-м роком. Середня густина населення становила 225,8 осіб/км².
З офіційних мов обидвома одночасно володіли 100 жителів, тільки англійською — 230. Усього 5 осіб вважали рідною мовою не одну з офіційних, з них усі — одну з корінних мов.
Працездатне населення становило 60,8% усього населення, рівень безробіття — 22,6%.

## Клімат
Середня річна температура становить 3,6°C, середня максимальна – 21,8°C, а середня мінімальна – -18,4°C. Середня річна кількість опадів – 1 015 мм.
| Клімат поселення                              | Клімат поселення | Клімат поселення | Клімат поселення | Клімат поселення | Клімат поселення | Клімат поселення | Клімат поселення | Клімат поселення | Клімат поселення | Клімат поселення | Клімат поселення | Клімат поселення | Клімат поселення |
| Показник                                      | Січ.             | Лют.             | Бер.             | Квіт.            | Трав.            | Черв.            | Лип.             | Серп.            | Вер.             | Жовт.            | Лист.            | Груд.            |                  |
| Середній максимум, °C                         | −6,15            | −4,74            | 1,00             | 8,02             | 15,15            | 20,97            | 21,77            | 20,76            | 15,86            | 9,87             | 3,53             | −4,34            |                  |
| Середня температура, °C                       | −12,28           | −10,89           | −5,12            | 1,88             | 9,02             | 14,84            | 18,19            | 17,17            | 12,27            | 6,28             | −0,06            | −7,92            |                  |
| Середній мінімум, °C                          | −18,42           | −17,02           | −11,27           | −4,24            | 2,89             | 8,70             | 14,60            | 13,58            | 8,68             | 2,67             | −3,64            | −11,52           |                  |
| Норма опадів, мм                              | 79               | 58               | 73               | 76               | 88               | 88               | 101              | 99               | 86               | 89               | 87               | 91               |                  |
| Середньомісячна швидкість вітру, м/с          | 4.95             | 4.85             | 4.75             | 4.46             | 4.14             | 3.88             | 3.53             | 3.57             | 3.91             | 4.37             | 4.65             | 4.87             |                  |
| Середньомісячна сонячна радіація, кДж/м²·день | 4884             | 8363             | 12316            | 15656            | 18576            | 20347            | 19632            | 17218            | 12474            | 7620             | 4490             | 3596             |                  |
| --------------------------------------------- | ---------------- | ---------------- | ---------------- | ---------------- | ---------------- | ---------------- | ---------------- | ---------------- | ---------------- | ---------------- | ---------------- | ---------------- | ---------------- |
| Джерело:                                      |                  |                  |                  |                  |                  |                  |                  |                  |                  |                  |                  |                  |                  |